# Triumph
La Triumph Motorcycles è una casa motociclistica inglese con sede a Hinckley.

## Storia

### Dalle origini alla Seconda guerra mondiale

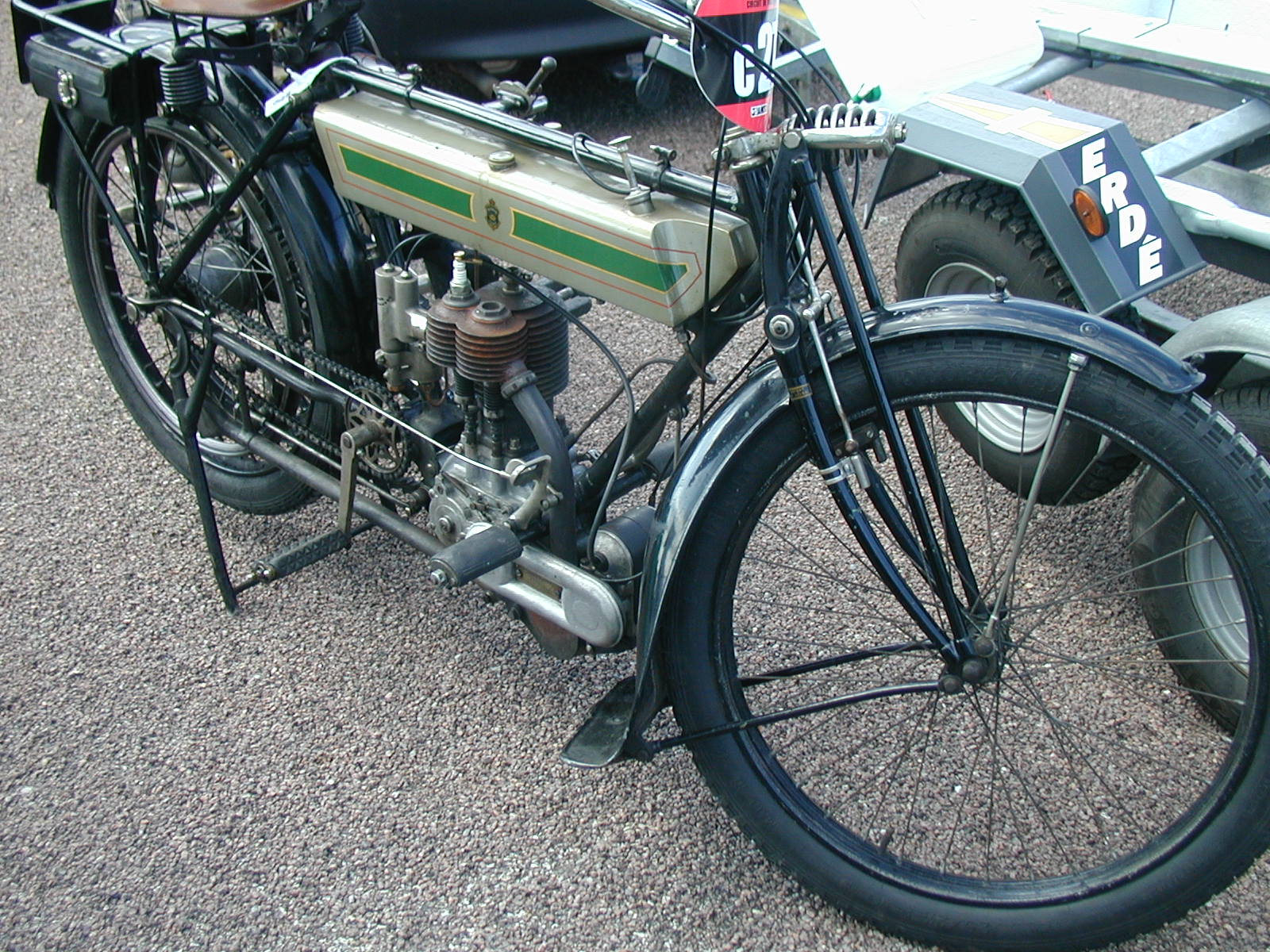
Uno dei primi modelli Triumph.

Le origini della società risalgono al 1884 quando Siegfried Bettman si stabilì a Coventry dopo aver lasciato Norimberga, allora parte dell'Impero tedesco. Bettman vendeva biciclette e in questa sua attività utilizzava il marchio Triumph. Successivamente alla ditta si unì un altro ingegnere della stessa città tedesca, Maritz Schultze. Sempre la stessa città della Baviera sarà sede, nel 1896, di una sussidiaria per commercializzare le sue biciclette, la Triumph Werke Nürnberg AG. In seguito questa società diverrà parte della Triumph-Adler AG una volta acquisita da Max Grundig, fondatore della Grundig AG, nel secondo dopoguerra. Con la comparsa dei primi motori, nel 1902 la ditta affiancò alla produzione di biciclette quella delle motociclette.
Nel 1920 la Triumph acquisì un impianto di produzione di automobili, sempre a Coventry, ed entrò in questo mercato. Le auto venivano vendute con il marchio Triumph Motor Company mentre le motociclette e le biciclette portavano il marchio Triumph Cycle Co..
Nel 1936 Jack Sangster della Ariel Motorcycles Ltd acquistò la divisione motociclistica della ditta creando la Triumph Engineering Co. Ltd. Alla guida di questa nuova società venne posto molto personale proveniente dalla Ariel.

### Seconda guerra mondiale
La produzione di motociclette proseguì a Coventry fino alla seconda guerra mondiale. La città venne duramente colpita durante un bombardamento tedesco "a tappeto" facente parte della campagna, il cosiddetto Blitz, che la Luftwaffe portò avanti tra il 7 settembre 1940 e il maggio 1941. Nel bombardamento rimasero danneggiati anche gli impianti ed i macchinari della ditta che, una volta recuperati, venne trasferita in una nuova fabbrica a Meriden nel West Midlands dove la produzione riprese.

### Dopoguerra
Nel 1951 la Triumph venne venduta da Sangster ai rivali della B.S.A.. In questo periodo venne costruito in grandi numeri il modello Speed Twin 500 cm³ progettato da Edward Turner prima del conflitto ed entrato in produzione nel 1937.
Nello sforzo di ripianare i debiti contratti con gli Stati Uniti d'America durante il conflitto, a seguito della legge Affitti e prestiti, la quasi totalità della produzione della Triumph del primo dopoguerra veniva esportata negli U.S.A.. Qui il marchio era diventato famoso con il film Il selvaggio del 1953. In questa pellicola Marlon Brando guidava una 6T Thunderbird del 1950. Anche in seguito (1963) una Triumph (una Trophy) appariva in un film in una scena divenuta celebre: era in La grande fuga, dove Steve McQueen tentava di saltare dei reticolati. La Triumph Trophy verrà successivamente migliorata e potenziata ed acquisirà prima il nome di Thunderbird poi, a seguito di modifiche e potenziamenti al telaio e al motore, di Wonderbird e successivamente (a seguito di alcuni affinamenti riguardanti la ciclistica) quello di Bonneville.
Infatti per soddisfare i gusti dei motociclisti americani, abituati a percorrere lunghe distanze, Turner aumentò la cilindrata del motore Speed Twin portandola a 650 cm³. La nuova moto prese il nome di Thunderbird, nome che in seguito la Triumph cedette alla Ford che lo utilizzò per una sua vettura.
Nell'anno successivo verrà realizzata, a partire dalla Thunderbird, la Wonderbird, una moto espressamente pensata per conquistare i record di velocità sulle superfici dei laghi salati, in una località, Bonneville, che darà in seguito il nome ad una moto della Triumph. Il motore da 650 cm³, dotato di doppio carburatore e alimentato anche con nitrometano, fu il detentore del record di velocità dal 1955 al 1970.
Nel 1955 fu realizzata la Tiger T110, versione più spinta della Thunderbird, che nel 1959 fu affiancata e poi sostituita da una versione a doppio carburatore, che, in onore dei record ottenuti, verrà denominata Bonneville. La Triumph Bonneville sarà la moto che entrerà nella storia della casa motociclistica inglese. Questo, sia grazie all'interessamento di illustri appassionati ed esponenti del cinema come Marlon Brando e Steve McQueen, sia per l'indiscussa qualità tecnica della moto.
Negli anni sessanta il 60% della produzione Triumph, e circa l'80% di quella B.S.A., veniva esportato. Questo rendeva la ditta molto vulnerabile alla cosiddetta invasione Giapponese, cioè l'arrivo in massa sui mercati occidentali delle moto prodotte nel Paese del Sol Levante.
All'inizio degli anni settanta la minaccia venne sottovalutata, nonostante la qualità di questi prodotti fosse già conosciuta, in quanto le prime motociclette giapponesi che giunsero in Europa e negli Stati Uniti d'America erano modelli di piccola cilindrata. A quell'epoca la Triumph si posizionava invece nella fascia delle moto di maggior cilindrata. Quando cominciarono a comparire le prime moto giapponesi a 4 cilindri e di grossa cubatura l'entità del problema con il quale la ditta, ma in generale anche tutti i produttori europei e americani, si sarebbe dovuta confrontare divenne evidente. Per reagire a questi prodotti venne sviluppato un motore a tre cilindri di 750 cm³, in due versioni leggermente diverse, destinati ad equipaggiare la Triumph Trident e la BSA Rocket 3.
La Triumph Trident introdusse alcune importanti migliorie per essere più competitiva con le più sofisticate moto giapponesi, quali il freno a disco anteriore e la lubrificazione del motore a carter secco con radiatore dell'olio separato, tuttavia l'avviamento era ancora a pedivella, mentre le altre concorrenti erano già dotate di avviamento elettrico.
Le caratteristiche che si facevano apprezzare di più nella moto inglese erano un telaio più leggero e con un baricentro più basso, una maneggevolezza e una tenuta di strada nettamente superiore alle moto italiane e giapponesi concorrenti, come confermavano le prove su strada dell'epoca. I limiti principali erano costituiti da una complicata distribuzione aste e bilancieri e da trafilaggi di olio che richiedevano una continua, accurata e costosa manutenzione della testata e dei carter del motore, ancora verticali (la BSA invece aveva i cilindri inclinati). La Trident partecipò per alcuni anni alle gare per moto derivate dalla serie, sia in Italia (dove furono messe in pista dall'importatore Bepi Koelliker: tra i suoi piloti Walter Villa e Gianfranco Bonera, future stelle del Motomondiale) che all'estero (dove vinse diverse edizioni del Production TT e del Bol d'Or).

### Dalla crisi ad oggi
Quando il gruppo BSA finì schiacciato dai debiti (1972) il governo inglese lo aiutò a fondersi con la Norton-Villiers. Nacque così il gruppo Norton-Villiers-Triumph, o più brevemente NVT.
Iniziò però un periodo piuttosto burrascoso. I lavoratori dello stabilimento Triumph di Meriden si opposero (1974) allo spostamento degli impianti di Meriden a quelli di Small Heath, sede della BSA: iniziò un periodo di diciotto mesi di sciopero, al termine del quale la Triumph riuscì a staccarsi dalla Norton, diventando una cooperativa. Sotto la gestione della cooperativa, la Triumph continuò a produrre la Bonneville e la Tiger (entrambe 750 cm³ bicilindriche), soprattutto per il mercato americano. La difficoltà di reperire fondi, anche per sviluppare nuovi modelli, portò al fallimento, avvenuto nel 1983, della cooperativa.
Il marchio venne acquistato dal miliardario John Bloor che fondò una nuova società: la Triumph Motorcycles Ltd anche se inizialmente la denominazione della ditta era Bonneville Coventry Ltd. La produzione, per coprire il gap tra la vecchia e la nuova gestione, continuò per un breve periodo presso la Racing Spares di Les Harris nel Devon. La nuova società rinacque a Hinckley. La gamma dei modelli prodotti riprendeva i nomi dei veicoli storici e il debutto avvenne nel 1988.
Venne sviluppata una nuova gamma di motori modulari tricilindrici - da 750 e 900 cm³ - e quadricilindrici - da 1.000 e 1.200 cm³ - che si dimostrò un successo.
In seguito la gamma dei quattro cilindri venne, lentamente, eliminata. Pertanto la produzione attuale si concentra esclusivamente sui motori bicilindrici e sui motori a tre cilindri, che segnano la continuità con la tradizione della Triumph. La Triumph Rocket III è la moto di serie con il motore di maggiore cilindrata attualmente in produzione; nella sua seconda versione (2020) monta infatti un monumentale propulsore tre cilindri in linea di ben 2.500 cm³ che eroga una potenza di 167 CV ed una coppia di 221 Nm.
Nel maggio 2019, Triumph lancia l'innovativo Project TE-1 e si prepara ad entrare nel mercato dell'elettrico. Il progetto TE-1 è finalizzato allo sviluppo di un veicolo elettrico su due ruote dotato di tecnologia evoluta ed innovative soluzioni di design integrato, frutto della collaborazione tra Triumph Motorcycles, Williams Advanced Engineering, Integral Powertrain Ltd, e WMG presso l’Università di Warwick, finanziato dall’Office for Zero Emission Vehicles britannico.

## Scooter e tre ruote
Nel 1960, nonostante una forte opposizione interna da parte di coloro che pensavano che la produzione di scooter avrebbe potuto indebolire l'immagine della compagnia, la Triumph ne realizzò alcuni. Il primo fu il Triumph Tina che montava un motore a due tempi di circa 100 cm³ e il cambio automatico. Essendo pensato quale veicolo utilitario era anche dotato, sul manubrio, di un cestino porta-spesa. Ne venne realizzata anche una versione a tre ruote, destinata a coloro che cercavano un veicolo che, rispetto ad un mezzo a due ruote, fosse più stabile. Nella pubblicità comparve anche Cliff Richard, una popolare popstar, ma nonostante questo le vendite furono piuttosto scarse, specie quelle della versione a tre ruote la cui progettazione aveva assorbito fondi rilevanti, e la produzione di entrambi i modelli venne rapidamente interrotta.
Un altro scooter realizzato dalla Triumph fu il Tigress. Al contrario del Tina questo veicolo era destinato ad un uso più evoluto; era caratterizzato da buone prestazioni e, sfruttando le conoscenza acquisite nella produzione delle motociclette, buona maneggevolezza. Era disponibile sia con un motore due tempi da 175 cm³ che con un quattro tempi bicilindrico da 250 cm³. Il cambio era a quattro marce con comando a pedale. Le vendite premiarono il modello di cilindrata maggiore che poteva raggiungere i 100 km/h, aveva sospensioni efficienti e, nonostante le ruote di piccolo diametro tipiche di questi veicoli, buona tenuta di strada. I difetti principali si concentravano principalmente sulla qualità della costruzione. Il Tigress venne commercializzato anche con il marchio BSA con la denominazione di Sunbeam.

## Cronologia
- 1883 Arrivo di Bettman in Gran Bretagna
- 1886 La ditta di Bettman cambia la denominazione in Triumph Cycle Company
- 1888 Viene acquistato uno stabilimento a Coventry ed inizia la produzione di biciclette
- 1889 Vengono trasferiti a Coventry anche gli uffici della Triumph
- 1902 Prima moto prodotta. Il motore è prodotto dalla ditta belga Minerva
- 1903 Viene creata a Norimberga, Germania, la Triumph Werke Nurnberg (TWN) per la produzione di moto per il mercato tedesco
- 1905 Prima moto con motore realizzato dalla stessa Triumph
- 1907 Raggiunta una produzione di mille moto e prodotto un nuovo motore da 450 cm³
- 1908 Prima moto dotata di cambio.
  - Vittoria al TT tra le monocilindriche
- 1909 Primo motore sperimentale bicilindrico da 616 cm³ e 3,5 cv. Prime prove della frizione multidisco
- 1911 La gamma si amplia a quattro modelli con motore da 3,5 dotato di frizione multidisco di serie
- 1913 Entra in produzione di un modello con motore due tempi da 225 cm³ con cambio a due rapporti. La moto viene battezzata Junior o Baby Triumph
- 1914 Debutto della Type A Roadster con motore da 550 cm³ e 4 cv
- 1915 Debutto del Triumph Model H con motore da 550 cm³ a valvole laterali e trasmissione a tre marce Sturmey-Archer
  - Durante la prima guerra mondiale la Triumph produce 30.000 motociclette per le Forze Armate Britanniche e dell'Intesa
- 1921 Harry Ricardo progetta un motore 500 cm³ con valvole in testa da 20 cv
- 1924 Prima forcella a parallelogramma realizzata dalla Triumph
- 1925 Il 14 febbraio Beserga vince su Triumph la prima gara di Cross Country organizzata in Italia
- 1929 Viene venduta la TWN
- 1932 Viene assunto Val Page che aveva già lavorato alla JAP e alla Ariel
- 1933 Vengono introdotti nuovi motori progettati da Page. Tra questi il bicilindrico parallelo da 650 cm³ con trasmissione a 4 rapporti e potenza di 25 cv
- 1936 Jack Sangster acquista la Triumph.
- 1937 Viene prodotta la Speed Twin con motore da 500 cm³ e 27 CV
- 1938 Annunciata la Tiger 100 da 34 cv. Iniziano le vendite negli USA
- 1940 Inizia la produzione per le Forze Armate. Lo stabilimento di Coventry viene bombardato e la produzione si sposta a Warwick e poi a Meriden
- 1942 Inizia la produzione a Meriden. La produzione raggiunge le 49.700 moto delle quali 9.700 destinate al mercato civile
- 1946 Viene introdotta su tutta la gamma Triumph la forcella telescopica. Il 44,7 % della produzione viene esportato
- 1948 Debutto della TR5 Trophy con motore da 500 cm³. Era la versione di serie delle moto che avevano vinto la Sei Giorni
- 1949 Introdotta la 6T Thunderbird con motore 650 cm³. Il progetto si deve a Turner e Jackwickes. Prodotte 12.000 moto. La quota di moto esportate sale al 60%.
- 1950 Luigi Albertazzi su Triumph vince il 1° Trofeo Nazionale 500 di Motocross
- 1951 La Triumph viene ceduta al gruppo BSA. Le moto vendute negli USA sono 2.730
- 1954 Debutta la Tiger T110. La moto è dotata di forcellone oscillante e la potenza del motore è di 42cv
  - La Thunderbird compare nel film Il selvaggio. È la moto guidata dal personaggio interpretato da Marlon Brando
- 1955 Viene conquistato, con 345 km/h, il record di velocità sul Bonneville Speedway
- 1957 Presentata la 350 Twenty One, la prima moto con cambio e motore uniti, tipologia di motore conosciuta come Unit
- 1958 Presentata la prima versione della Bonneville. Questa moto era dotata di un motore da 41 cv
- 1961 Sangster si ritira e viene sostituito da Turner
- 1962 Debutta il motore Unit da 650 cm³
- 1964 Anche Turner si ritira. Lo sostituisce Henry Sturgeon. 6.300 moto vendute negli USA
- 1963 Una Triumph, camuffata da moto della Wehrmacht e guidata da Steve McQueen, compare nelle scene più spettacolari del film La grande fuga
- 1965 Viene realizzato il prototipo del motore a tre cilindri da 750 cm³. Sono 15.338 le moto vendute negli USA
- 1966 Nuovo record di velocità a Bonneville dove il Gyronaut dotato di motore Triumph raggiunge i 392,5 km/h
  - Una Tiger T100 compare nel film La ragazza yè-yè (The Swinger) guidata da Ann-Margret Olsson
  - La Tiger 500 pilotata da Buddy Elmore vince la 200 Miglia di Daytona
  - Scompare Sturgeon
- 1967 Viene impostato il progetto della futura Trident con motore tricilindrico.
  - Nuova vittoria alla 200 miglia di Daytona, pilota Gary Nixon
  - Vittoria al TT classe Production, pilota John Hartie su Bonneville
- 1968 Presentata la Trident T150. La moto sarà venduta anche come Rocket 3 con il marchio BSA. Il progetto di questa moto si deve a Hopwood, Hele e Wickes
  - Nixon su Triumph vince il campionato AMA
- 1969 48.000 moto prodotte
  - Vittoria al TT classe production, pilota Malcom Uphill su Bonneville
  - Clint Eastwood guida una TR6 nel film L'uomo dalla cravatta di cuoio (Coogan's Bluff)
- 1970 Vittoria al TT classe production, pilota Malcom Uphill su Trident, e al Bol d'Or
- 1971 Introdotti i primi telai con serbatoio dell'olio per la Triumph e la BSA. Forte deficit della Triumph. Nuova vittoria al Bol d'Or
- 1972 Il gruppo BSA riduce il personale di 2.000 unità. La Triumph viene venduta alla Manganese Bronze Holding
  - Dalla data di presentazione (1958) sono state prodotte più di 250.000 Bonneville
- 1973 Il gruppo BSA confluisce nel gruppo NVT (Norton-Villiers-Triumph) nato per salvare l'industria motociclistica britannica. Viene annunciata la chiusura dello stabilimento di Meriden per spostare tutta la produzione nella fabbrica della BSA. Seguono 18 mesi nei quali i lavoratori scioperano e occupano lo stabilimento bloccando la produzione
- 1974 La produzione della Trident viene spostata negli impianti ex-BSA di Small Heath, Birmingham. Si conclude la produzione della T100
- 1975 Viene creata, con fondi pubblici, la Meriden Motorcycle Cooperative e la produzione riparte. Viene prodotta la T140, la Bonneville con motore da 750 cm³, mentre si conclude la produzione della T120, cioè del modello dotato del motore da 650 cm³. Viene interrotta anche la produzione dei modelli dotati di motore bicilindrico parallelo di piccola cilindrata
- 1976 Si conclude la produzione della Trident. Nella gamma restano solo due modelli: la T140 e la TR7RV con motori da 750 cc
- 1979 La Bonneville viene eletta, in Gran Bretagna, moto dell'anno
- 1982 Una Bonneville 750 T140E compare, guidata da Richard Gere, in Ufficiale e gentiluomo
- 1983 La Triumph dichiara fallimento. Il marchio e i diritti di fabbricazione vengono acquistati da John Bloor
- 1985 Les Harris produce su licenza la Bonneville
- 1988 Si conclude la produzione su licenza della Bonneville. Iniziano i lavori per la costruzione dello stabilimento di Hinckley che diverrà la nuova sede della Triumph
- 1990 Conclusione dei lavori e apertura dello stabilimento. Vengono presentati i nuovi modelli della rinnovata gamma Triumph
- 1991 Inizio della produzione su larga scala. La gamma comprende le Trophy 3 (900 cm³) e 4 (1.200 cm³), le Daytona 750 e 1.000 per finire con le Trident 750 e 900
- 1993 Le cilindrate della Daytona sono portate a 900 e 1.200. Viene presentata la Sprint 900 e il Tiger 900
- 1994 A partire dalla Daytona viene ricavata la Super 3, una versione più sportiva, e la naked Speed Triple T301
- 1995 Viene presentata la Thunderbird 900
- 1996 La produzione arriva a 15.000 moto all'anno. Presentazione della Adventurer 900. Le Trophy 3 e 4 diventano le Trophy 900 e Trophy 1.200. Finisce la produzione della Daytona 900 e della Super 3
- 1997 La Speed Triple T301 diventa la T509 dotata dei doppi fari anteriori che la caratterizzeranno d'ora in poi. Viene presentata la Daytona T595 dotata del motore da 955 cm³ con iniezione elettronica. Escono dal listino la Daytona 1.200 e la Sprint 900
- 1998 La Thunderbird viene sostituita dalla Thunderbird Sport. Finisce la produzione delle Trident 750 e 900
- 1999 La Daytona T595 diviene la Daytona 955i. Si aggiungono alla gamma la Legend TT e la Sprint ST. Il Tiger 900 diventa il Tiger T709
- 2000 Presentazione della Bonneville con un nuovo motore bicilindrico parallelo da 790 cm³. Inizia la produzione della TT600 e della Sprint RS. Viene raggiunto il punto di pareggio in bilancio.
  - Una Speed Triple con alla guida Tom Cruise compare, con una Triumph Daytona nel film Mission: Impossible 2
- 2001 Il Tiger T709 diventa il Tiger 955i. Escono dalla gamma la Trophy 900, la Legend TT e l'Adventurer
- 2002 Un incendio devasta lo stabilimento di Hinckley. In occasione dei 100 anni della Triumph vengono presentate delle versioni Anniversario della Bonneville, della Daytona e della TT600
- 2003 La TT600, la Sprint RS e la Thophy 1.200 escono di produzione. Vengono introdotte la Speed Four, la Bonneville T100 e la Speedmaster. Riappare la Thunderbird Sport.
  - Dopo 28 anni la Triumph ritorna alla vittoria nel TT classe Junior. Pilota Bruce Anstey su Daytona 600
  - Colin Farrell guida una Triumph America nel film Daredevil
  - Matthew McConaughey utilizza una Bonneville '03 nel film Come farsi lasciare in 10 giorni
- 2004 Scompare la Thunderbird Sport. Vengono presentate la Daytona 600, la Rocket III e la Thruxton 900.
- 2005 Vengono presentate le versioni dotate del motore da 1.050 cm³ della Speed Triple e della Sprint ST. La Daytona ha ora un motore da 650 cm³. La Speed Four esce dal listino
- 2006 Vengono introdotte la Daytona 675, che sostituisce la versione con motore da 650 cm³, e lo Scrambler 900. Alla fine dell'anno viene presentato il Tiger 1050.
  - Un Bonneville modificato nello stile delle vecchie moto da fuoristrada compare nel film Mission: Impossible III dopo il film la Triumph metterà in produzione la Scrambler
- 2007 Finisce la produzione del motore da 790 cm³. A luglio viene presentata la Street Triple 675.
- 2008 Nasce la versione R della Street Triple con sospensioni e freni della Daytona, ma l'ottimo motore tre cilindri non viene cambiato di una virgola
- 2010 La nuova versione della Speed Triple abbandona i caratteristici fari tondi. I nuovi fari vengono montati anche sulla Street Triple
- 2010 La Sprint GT 1050 affianca e l'anno dopo sostituisce la Sprint ST 1050.
- 2010 Vengono presentate, dopo una innovativa campagna virale su Internet, la Tiger 800, con ruota anteriore da 19, e la versione più enduro della stessa, la Tiger 800 XC con ruota anteriore da 21. Il motore è un derivato della Treet Triple, maggiorato.
- 2011 Viene presentata la Tiger Explorer 1200, maxienduro con trasmissione a cardano.

## Attività agonistica

### Motomondiale

#### Classe 500

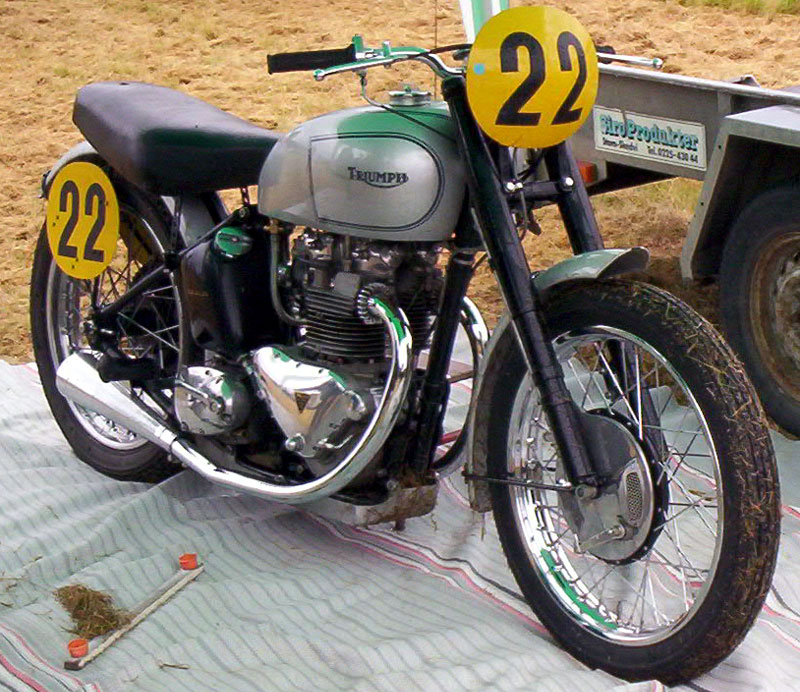
La Triumph 500GP impegnata nei primi anni del Motomondiale.

Nel 1949, stagione inaugurale del Motomondiale, Triumph prende parte all'intero campionato della classe 500 con la 500GP. Ottiene i primi punti iridati grazie al quinto posto conquistato dall'australiano Syd Jensen al Tourist Trophy e conclude al sesto posto nella classifica costruttori. Nel 1950 è nuovamente Jensen che, dopo aver disputato le prime due prove con una AJS, chiude il Gran Premio d'Olanda al sesto posto conquistando un punto che permette alla casa britannica di confermarsi al sesto posto tra i costruttori. Nel 1951 Triumph disputa solamente i Gran Premi di Belgio e Olanda con piloti locali senza ottenere punti. Nel biennio 1968-1969 il britannico Percy Tiat riporta in gara Triumph giungendo quarto al Gran Premio di Finlandia il primo anno e secondo, a poco più di quattro secondi dal vincitore Giacomo Agostini e unico pilota non doppiato dall'Italiano, al Gran Premio del Belgio nella seconda stagione.

#### Fornitore motori Moto2
Dopo nove stagioni consecutive, nel 2019 cambia la fornitura del motori nella classe Moto2 del Motomondiale, il quattro cilindri in linea della Honda CBR600RR lascia il passo al nuovo motore: un tre cilindri in linea di 765 centimetri cubici di marca Triumph basato sul motore della Street Triple RS 765. I motori sono preparati da ExternPro, uno sviluppatore esterno con sede in Spagna.

### Moto derivate di serie

#### Mondiale Supersport
Dopo aver disputato due gare con il pilota wild card Craig Jones nel 2004, nel 2008 Triumph prende parte stabilmente al mondiale Supersport. Dodici piloti, tra titolari, sostitutivi e wild card; gareggiano con la Dayotna 675. Dopo aver ottenuto punti in ognuna delle gare in calendario, chiude al quarto posto tra i costruttori. Nel 2009 scendono in pista dieci piloti con Triumph. Al Gran Premio di Donington Garry McCoy del ParkinGO Team chiude terzo, regalando al costruttore inglese il primo podio. McCoy ottiene un secondo podio al Gran Premio di Portimão classificandosi ottavo nel mondiale. In questa stessa stagione il pilota sloveno Marko Jerman, con la motocicletta inglese, si classifica secondo nel Campionato Europeo Velocità di categoria svoltosi in gara unica ad Albacete. Nel 2010, sempre con il team ParginGO, Chaz Davies con quattro piazzamenti a podio e cinque quarti posti, è quarto nel mondiale con Triumph terza tra i costruttori. Nel 2011, con tre piloti titolari e due wild card, Triumph chiude al quarto posto. Nel 2012 il Power Team by Suriano gareggia con Vittorio Iannuzzo e Alex Baldolini che, in occasione del Gran Premio di Misano, riporta Triumph sul podio dopo quasi due anni di digiuno. Il campionato si chiude col terzo posto tra i costruttori.
Nel 2013 il titolare è Mitchell Carr del team AARK ma gli unici punti stagionali arrivano al Gran Premio di Donington con il pilota wild card Glenn Richards, già due volte campione britannico Supersport con Triumph. Nel 2014 il costruttore inglese partecipa ai soli Gran Premi d'Australia e Gran Bretagna con piloti wild card concludendo al quinto posto con nove punti. Nel 2015 disputa il solo Gran Premio di casa dove, il team Profile Racing, porta in pista Sam Hornesey e Luke Stapleford che si classificano settimo e sesto in gara. Stapleford inoltre, a fine stagione, si laurea campione nazionale Supersport. Nel 2016 Triumph prende parte all'intero campionato a partire dal Gran Premio di Assen, quando viene ingaggiato Stapleford, che aveva iniziato la stagione con CIA Landlord Insurance Honda. In occasione della gara finale del campionato, il GP di Losail, Stapleford ottiene la prima pole position per Triumph nel mondiale Supersport. Chiude poi la gara con un ritiro. Nel 2017 le uniche due Dayotna 675 a gareggiare nel mondiale sono quelle del team Profile Racing, i piloti titolari sono il confermato Stapleford e Stefan Hill, sostituito per due gare da Jack Kennedy. Il campionato finisce al quinto posto tra i costruttori. Nel 2018 Kennedy sostituisce nuovamente Hill mentre Stapleford, pur rimanendo col Team, passa a guidare la Yamaha YZF-R6 a stagione in corso. Il campionato si chiude al quinto posto tra i costruttori.
Nel 2022, alla luce delle novità regolamentari introdotte con la "Supersport Next Generation" i costruttori possono sforare i limiti di cubatura imposti dalla classe, con la FIM che si impegna ad attuare delle regole di bilanciamento, in questo contesto Triumph torna a gareggiare, dopo tre anni di assenza, schierando la Street Triple RS. I piloti titolari sono Hannes Soomer, al sesto anno completo in Supersport, e l'esordiente Stefano Manzi. A fine luglio, nel Gran Premio di Most, Manzi ottiene un secondo posto in gara1 (miglior piazzamento in gara fin qui per Triumph) ed un terzo posto in gara2 (con il giro più veloce); ottiene la prima vittoria in questa categoria al Gran Premio del Portogallo, con cinque piazzamenti a podio totali, Manzi chiude il campionato al sesto posto, Triumph al quarto posto tra i costruttori. Nel 2023 due Street Triple RS 765 vengono schierate dal team PTR e affidate ai piloti Niki Tuuli e Harry Truelove, sostituito a stagione in corso da Ondřej Vostatek. Miglior risultato stagionale è il terzo posto ottenuto da Tuuli in gara uno al Gran Premio dell'Indonesia mentre tra i costruttori Triumph chiude al quinto posto.
Nel 2024 Triumph raddoppia la sua presenza nel mondiale Supersport. Il team PTR affianca al confermato Vostatek Tom Booth-Amos, fresco vincitore della World Supersport Challenge, mentre altre due Street Triple RS 765 vengono portate in pista da WRP-RT Motorsport by SKM-Triumph e guidate da John McPhee e Jorge Navarro (con quest'ultimo sosotituito ad inizio stagione da Lorenzo Baldassarri). Il campionato si conclude al quarto posto tra i costruttori, impreziosito dal podio in gara due al Cremona Circuit di Booth-Amos.

#### Europeo Superstock 600
Nel 2008 Triumph fa il suo esordio nel Campionato europeo Superstock 600. Prende parte, con una Daytona 675, a buona parte delle gare in programma con tre Team differenti: Triumph SC, Triumph Italia BE1 Racing e Payet Racing Team Triumph. I migliori risultati sono i due quindicesimi posti ottenuti da Thomas Grant a Valencia e Davide Fanelli a Misano nonché, sempre con Fanelli, il quattordicesimo posto a Donington. Nel 2009 il pilota tedesco Marc Moser, del team G-Lab Racing Sport Evolution, si classifica decimo al Gran Premio del Nürburgring e diciassettesimo al Gran Premio di Portimão chiudendo venticinquesimo in campionato. Nel 2010 il team Azione Corse, con Riccardo Cecchini e Michael Mazzina, prende parte a quattro eventi andando a punti con entrambi i piloti. Moser, che disputa il solo Gran Premio del Nürburgring come wild card, dopo aver ottenuto la pole position chiude la gara al quinto posto.
Nel 2011 Cecchini disputa quasi l'intera stagione classificandosi al ventesimo posto con venti punti. Oltre a Cecchini prendono parte al campionato con Triumph anche altri piloti di altri Team per singole gare. Nel 2012 scendono in pista con Triumph Cecchini (team FRT) e i britannici John Simpson, Tom Weeden  e Alexander Olsen, nessuno ottiene punti. Nel 2013, ultima stagione di Triumph in questa categoria, gareggiano Emeli Lathi, Alex Radman e Luke Stapleford che chiude quattordicesimo gara1 a Silversotne.

#### Campionato Italiano Velocità
la prima edizione del Campionato Italiano Velocità, svoltasi nel 1911 in prova unica l'otto ottobre vede primeggiare, nella categoria 1/2 litro, Carlo Pusterla in sella ad una Triumph. Un secondo titolo, nella stessa categoria, viene vinto da Pierino Opessi nel 1923.
Nel 2002 Massimo Sicchero porta in pista Triumph nel CIV Stock 1000: prende parte ai Gran Premi del Mugello e di Misano chiudendo entrambe le prove fuori dalla zona punti.
Nel 2007 Triumph prende parte al campionato italiano Supersport; si classifica al quarto posto tra i costruttori conquistando un podio nella seconda gara al Mugello con Ivan Clementi. Nel 2008 conferma il quarto posto tra i costruttori ottenendo punti in tutte le gare previste, tra i piloti Alessio Corradi chiude al sesto posto. Nel 2009, ancora quarta tra i costruttori, Triumph conquista tre piazzamenti a podio con Gianluca Nannelli e Mirko Giansanti. Nel 2010 con Giansanti unico pilota, si conferma al quarto posto. Nel 2011 il titolare è Marco Marcheluzzo, ancora quarto posto tra i costruttori. In questa stessa stagione Riccardo Cecchini porta in pista una Daytona 675 nel campionato italiano Stock 600. Questa unica partecipazione, al Gran Premio del Mugello, la porta a termine al quindicesimo posto.

#### Campionato Britannico Supersport
Ben più consistente ed estesa è la partecipazione al campionato britannico Supersport. A seguire i piloti campioni nazionali con Triumph:
| Anno | Vincitore       | Squadra            | Punti |
| ---- | --------------- | ------------------ | ----- |
| 2008 | Glen Richards   | MAP Embassy Racing | 240   |
| 2012 | Glen Richards   | Smiths Racing      | 372   |
| 2014 | Billy McConnell | Smiths Racing      | 364   |
| 2015 | Luke Stapleford | Profile Racing     | 471   |

### Mondiale Motocross
Dopo una lunga gestazione caratterizzata dall'assenza sperimentazioni in pista al di fuori di test; nel 2024 la Triumph TF 250-X fa il suo esordio nella classe MX2 del Campionato mondiale di motocross. In occasione della gara inaugurale del campionato, in Argentina a Villa La Angostura, il pilota danese Mikkel Haarup porta sul podio la TF 250-X.

## Modelli

### Precedenti alla seconda guerra mondiale
- Model H 1915 - 1923
- Model N 1930
- XO, NT 1933
- 2/1, 2/5, 3/1, 3/2,3/5, 5/1-5/5 1934
- 2H, 3S, 3SE, 3H, 5H, 6S, Tiger 70, Tiger 80, Tiger 90 1937
- Speed Twin 1938
- Tiger 100, 2HC, 5S,5SC, DE Luxe 65, 35, 35C, 35W, 1939,
- 350 Side Valve Export 1938

### Seconda guerra mondiale
- 3TW (1940 - Bicilindrica)
- 3HW (1941 - Monocilindrica)
- 5TW (1942 - Bicilindrica - Modello sperimentale)

### Dopoguerra
- TRW (1948 -Bicilindrica - Motocicletta per usi militari)
- TR5 Trophy
- T100R Daytona
- T110 Tiger
- T100C Trophy
- TR6 Trophy
- TR7V Tiger
- T120 Bonneville
- 1965-66
  - Thruxton Bonneville, prodotte specificatamente per le competizioni (58 il totale delle moto costruite)
  - T140 Bonneville
  - Tina Scooter
  - Tigress 175 2 temi
  - Tigress 250 4 quattro tempi bicilindrico
  - TSS Bonneville
  - TSX Bonneville
  - TS8-1 Bonneville
  - Bonneville Executive
  - 650 cm³ Thunderbird
  - Triples - Prodotta anche come BSA Rocket3
- 1969 -74 T150 Trident
- 1973 X-75 Hurricane
- 1975 T160 Trident

### Dal 1985 al 1988
- Bonneville T140 realizzata da Les Harris

### Dopo il 1990
- Trophy 900
- Trophy 1200
- Trident 750
- Trident 900
- Trident Sprint 900
- Sprint 900
- Sprint 900 Executive
- Daytona 900
- Daytona 900 SuperIII
- Daytona 1200
- Daytona T595
- Daytona 955
- Daytona 600
- Daytona 650
- Daytona 675
- Triumph TT600
- Scrambler
- Thruxton 900
- Sprint RS
- Sprint ST
- Thunderbird 900
- Thunderbird Sport 900
- Legend
- Speedmaster 790 (2003-2005)

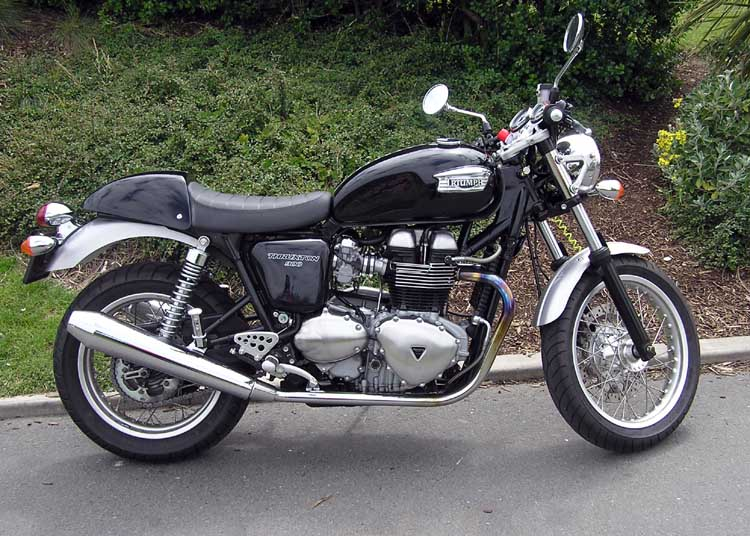
Triumph Thruxton.

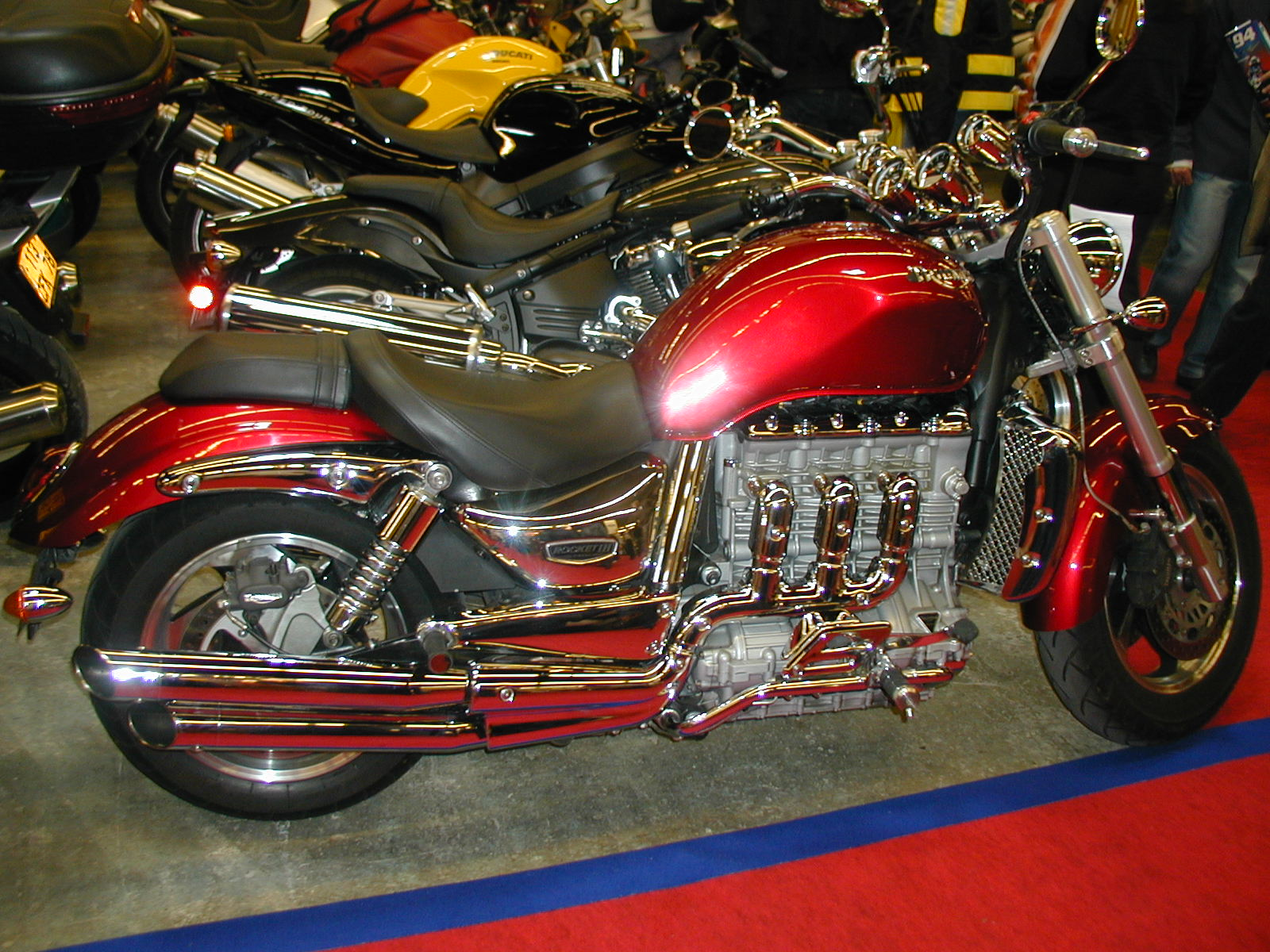
Triumph Rocket III.

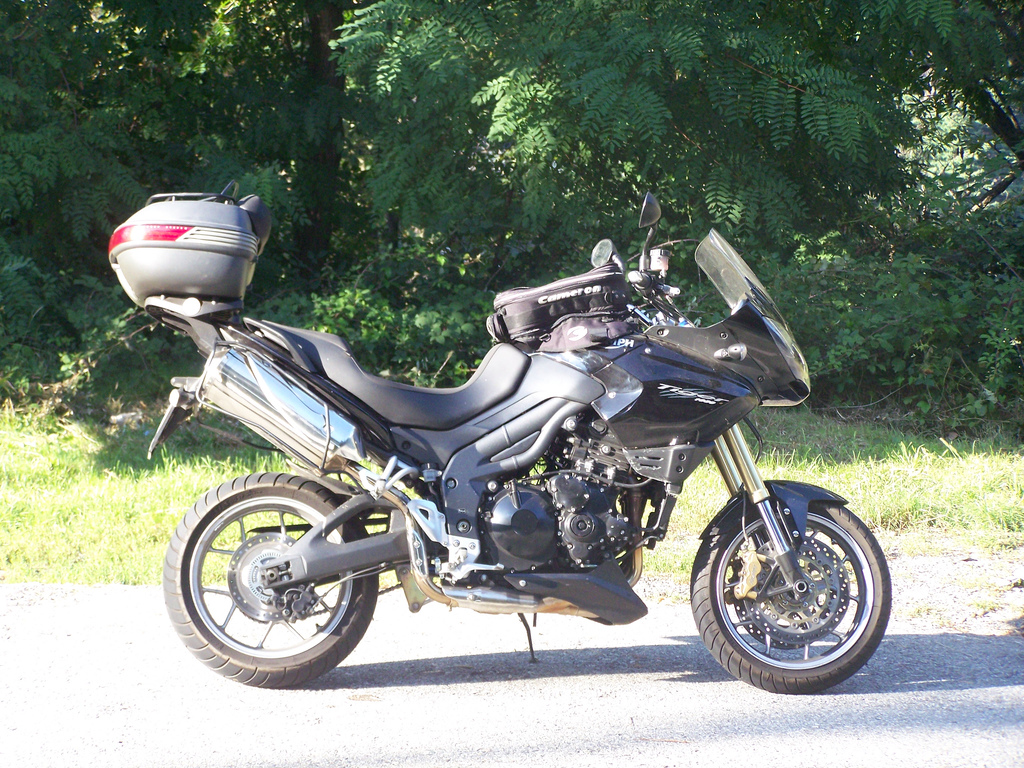
Triumph Tiger 1050.

- Speedmaster 865 (in produzione dal 2006)
- Adventurer
- America 790
- America 900
- Rocket III
- Rocket III Roadster
- Rocket III Classic
- Bonneville black
- Bonneville
- Bonneville T100
- Speed Triple 900
- Speed Triple T509
- Speed Triple 955i
- Speed Triple 1050
- Speed Four
- Tiger
- Tiger 1050
- Thruxton 1200
- Thruxton 1200 R
- Street Triple
- Street Triple R
- Trident 660

### Linea Adventure
- Tiger Sport 660
- Tiger Sport 1050
- Tiger 850 Sport
- Tiger 900 GT
- Tiger 900 Rally
- Tiger 1200 GT
- Tiger 1200 Rally
- Tiger Sport 800

### Roadster
- Trident 660
- Street Triple
- Speed Triple

### Linea Sport Bike
- Daytona Moto2 765

### Linea Classic
- Street Twin
- Bonneville T100
- Street Scrambler
- Speed 400
- Speed Twin
- Bonneville T120
- Bonneville Bobber
- Bonneville Speedmaster
- Scrambler 400
- Scrambler 1200
- Thruxton RS

### Linea Power Cruiser
- Rocket 3

### Linea E-Bike
- Trekker